# Закревский, Никифор Иванович
Никифор (Николай) Иванович Закре́вский (1806—1854) — русский мемуарист, по профессии — морской врач.
Поступив по окончании медицинского факультета Императорского Харьковского университета со званием лекаря 3-го отделения в 1829 году врачом в Черноморский флот, в 34-й флотский экипаж, Закревский на протяжении 12 лет плавал на судах и за это время написал ряд интересных очерков из жизни Черноморского флота и его деятельности.
В 1861—1865 гг. в «Морском сборнике» публиковались фрагменты книги воспоминаний Закревского «Записки врача морской службы», посвящённые истории Севастополя и Черноморского флота рубежа 1820-30-х гг.: «Севастополь в 1830—1831 году» («Морской сборник», 1861 № 9, 10, 1862, № 3, 11, 1863, № 2, 3); «Корабль „Эривань“ в 1829»; «Адмирал А. С. Грейг», «На берегу в Севастополе», 1830, «Фрегат Штандарт», 1830, «Черноморский флот в Константинопольском проливе», 1833, «Корабль Иоанн Златоуст», 1833, — в общей сложности 13 статей.
Был похоронен на кладбище при Владимирском соборе в Херсонесе Таврическом.